# ثيودور ليسنغ
ثيودور ليسنغ (بالألمانية: Theodor Lessing)‏ (و. 1872 – 1933 م) هو كاتب، وفيلسوف، وأستاذ جامعي، وصحفي من ألمانيا . ولد في هانوفر.
توفي في Mariánské Lázně. بسبب قتل .

## مناصب وهيئات
أدار جامعة هانوفر.